# Plage de Da Nhay
La plage de Da Nhay est une plage remarquable du littoral de la Mer de Chine méridionale, au Viêtnam, situé à 40 kilomètres au nord de la ville de Dong Hoi (chef lieu de la province de Quảng Bình).
Da Nhay signifiant « Les roches qui sautent » se rapporte à la géologie de cette plage où des millers de rochers affleurent sur mer, laissant la place pour de petites plages de sable fin propices à la baignade. C'est l'un des sites touristiques les plus importants de la province Quang Binh avec le parc national de Phong Nha-Ke Bang, source thermale de Bang.